# Tamara Davidenko
Tamara Davidenko (belarús: Тамара Віктараўна Давыдзенка)  (Pinsk, 8 de juny de 1975), de casada Tamara Samokhvalava és una remadora belarussa, ja retirada, que va competir durant la dècada de 1990.
El 1996 va prendre part en els Jocs Olímpics d'Estiu d'Atlanta, on va guanyar la medalla de bronze en la prova del vuit amb timoner del programa de rem, rere les tripulacions de Romania i el Canadà. En el seu palmarès també destaquen dues medalles de bronze al Campionat del món de rem, el 1995 i 2004.